# Gremmeniella juniperina
Gremmeniella juniperina är en svampart som tillhör divisionen sporsäcksvampar, och som beskrevs av Kerstin Holm och Lennart Holm. Gremmeniella juniperina ingår i släktet Gremmeniella, och familjen Helotiaceae. Arten är reproducerande i Sverige.